# كينتارو ساكاإي
كينْتارو ساكاإي (باليابانية: 栄井 健太郎) (20 مايو 1975 في فوكوكا في اليابان – )؛ هو لاعب كرة قدم ياباني سابق كان يلعب كلاعب وسط.

## وصلات خارجية
- كينتارو ساكاإي على موقع رابطة كرة القدم اليابانية للمحترفين (اليابانية)
- كينتارو ساكاإي على موقع عالم كرة القدم.نت (الإنجليزية)